# Juan Sánchez Cotán
Juan Sánchez Cotán (Orgaz, 1560. június 25. - Granada, 1627. szeptember 8.) spanyol barokk festőművész, a realizmus úttörője Spanyolországban. Csendéleteit és bodegónjait, különösen a hasonló holland és olaszországi  alkotásokhoz képest, szigorú stílusban festette.

## Életpályája
Orgazban született, Toledo közelében. Barátja és talán tanítványa volt Blas de Prado festőművésznek, aki manierista stílusú csendéleteiről nevezetes, de egyben a realizmus előfutárának is tekinthető. Cotán a pályáját oltárképek  festésével és vallásos alkotásokkal kezdte. Mintegy húsz éven keresztül a város arisztokráciája pártfogolta őt Toledóban; vallási jeleneteket, arcképeket és csendéleteket festett - ezek fogékony közönségre találtak a toledói társadalom művelt értelmiségi köreiben. Nevezetes csendéleteit a 17. század elején, világi életének vége előtt készítette el.
1603. augusztus 10-én az akkor negyvenes éveiben járó Sánchez Cotán bezárta toledói műhelyét, lemondott a világi életről, és belépett a Santa Maria de El Paular karthauzi kolostorba. Pályáját vallási alkotások festésével folytatta. 1612-ben Granadába küldték; elhatározta, hogy szerzetes lesz, és a következő évben laikus testvérként belépett a granadai karthauzi kolostorba. Bár ennek okai nem tisztázottak, ez a lépés akkoriban nem volt szokatlan.
Cotán termékeny vallási festő volt. Kizárólag a Granadai kolostor számára dolgozott. Pályája 1617 körül érte el csúcspontját a nyolc nagyszerű elbeszélő festményből álló ciklusban, amelyet a granadai kolostor számára festett. A festő vallásos alkotásai ugyan archaikus hangulatúak, de a fény- és térfogatkezelés iránti élénk érdeklődésről is árulkodnak, és bizonyos tekintetben összevethetők az egyes műveivel annak az olasz Luca Cambiasonak, akivel Cotán az Escorialban ismerkedett meg.
Annak ellenére, hogy visszavonult a világtól, Cotán befolyása erős maradt. A tárgyak közötti kapcsolatok, valamint a valóság illúziójának a fény és árnyék felhasználásával való megvalósítása iránti törekvése nagy hatással volt a későbbi spanyol festők, például Juan van der Hamen, Felipe Ramírez, Vincenzo, Bartolomeo Carducci és Francisco de Zurbarán munkásságára.
Sánchez Cotán 1627-ben halt meg Granadában.

## Képgaléria

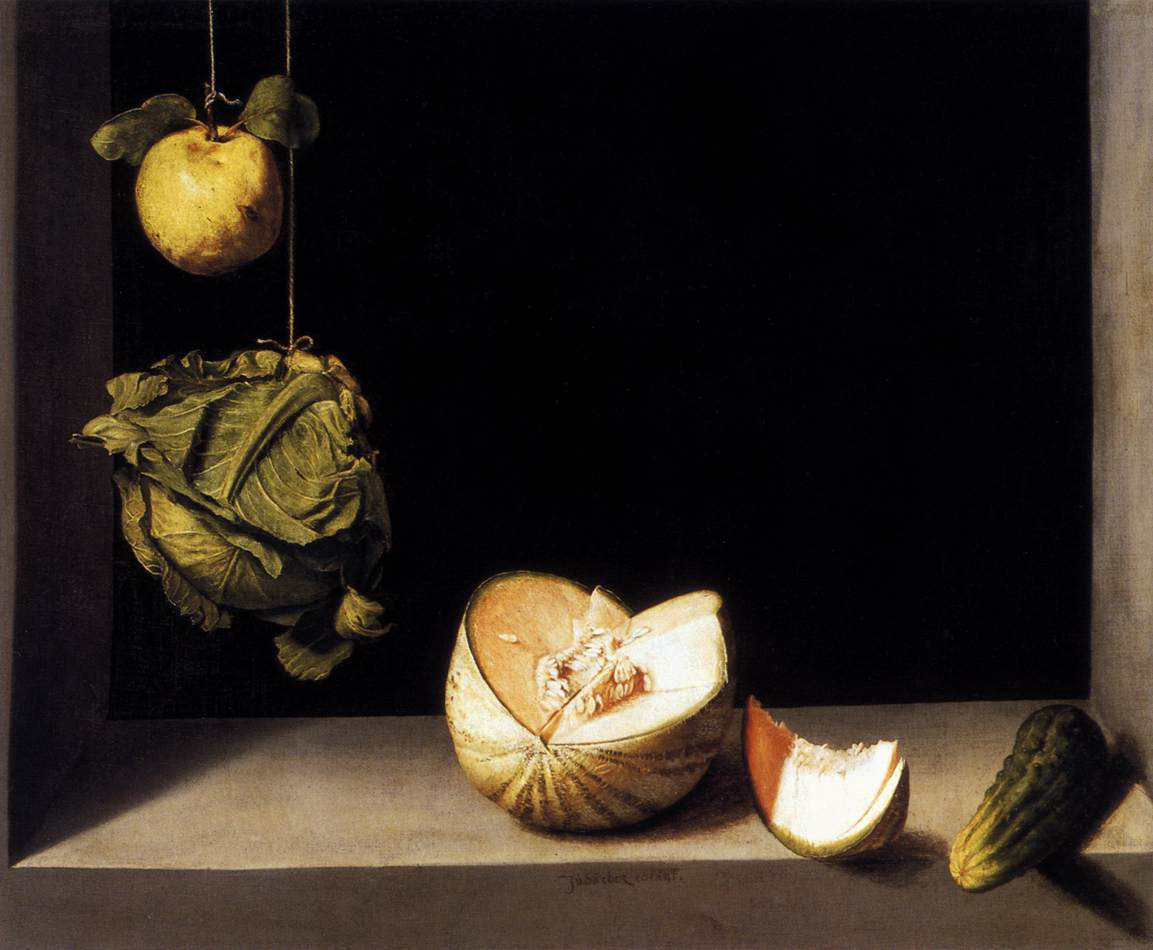
Csendélet
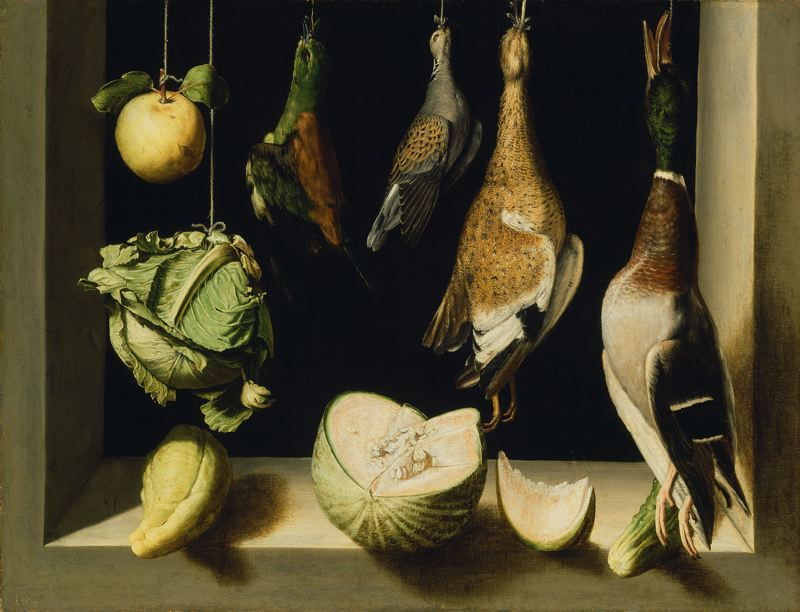
Csendélet szárnyassal, zöldségekkel és gyümölcsökkel (1601)
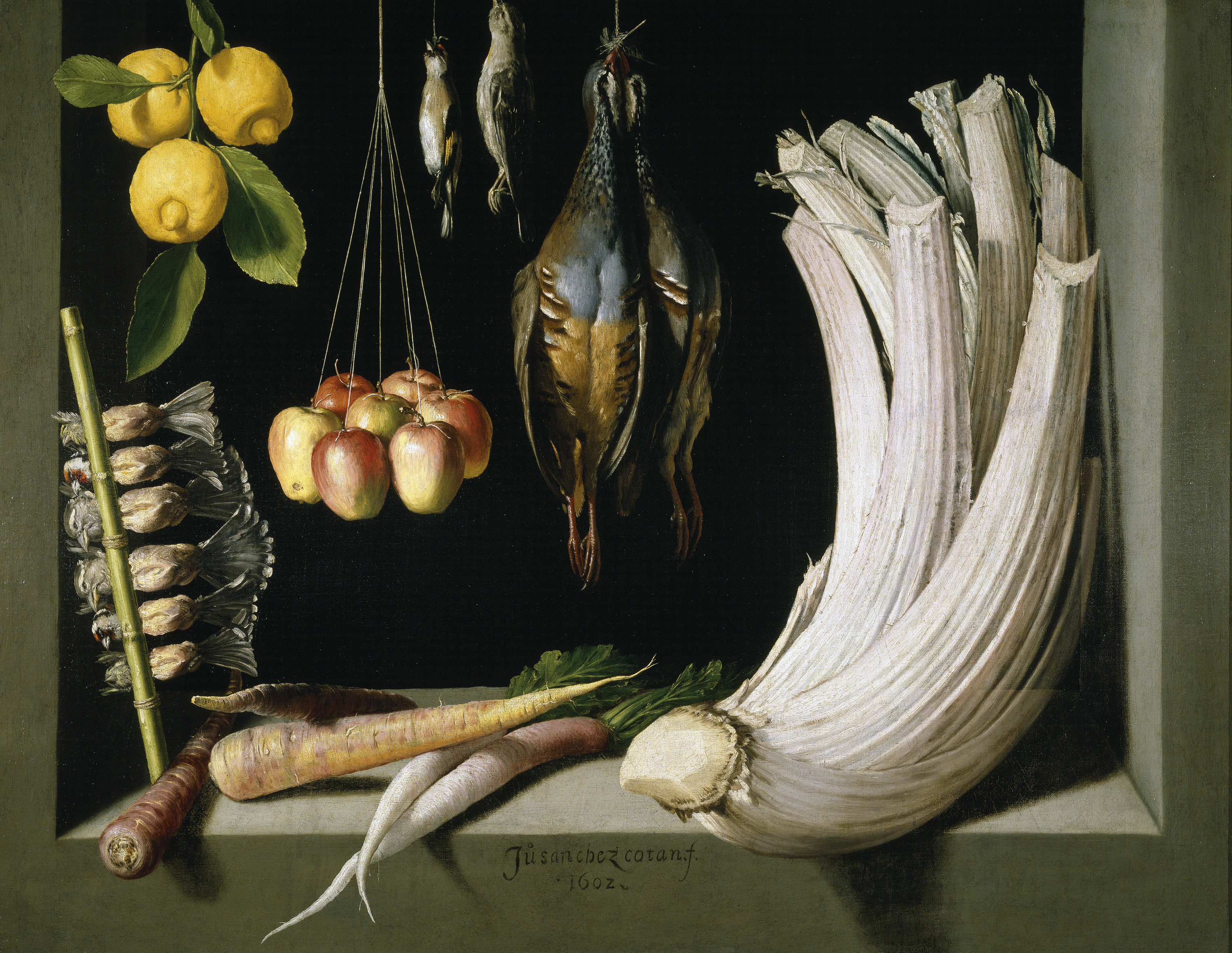
Csendélet szárnyassal, zöldségekkel és gyümölcsökkel (1602)
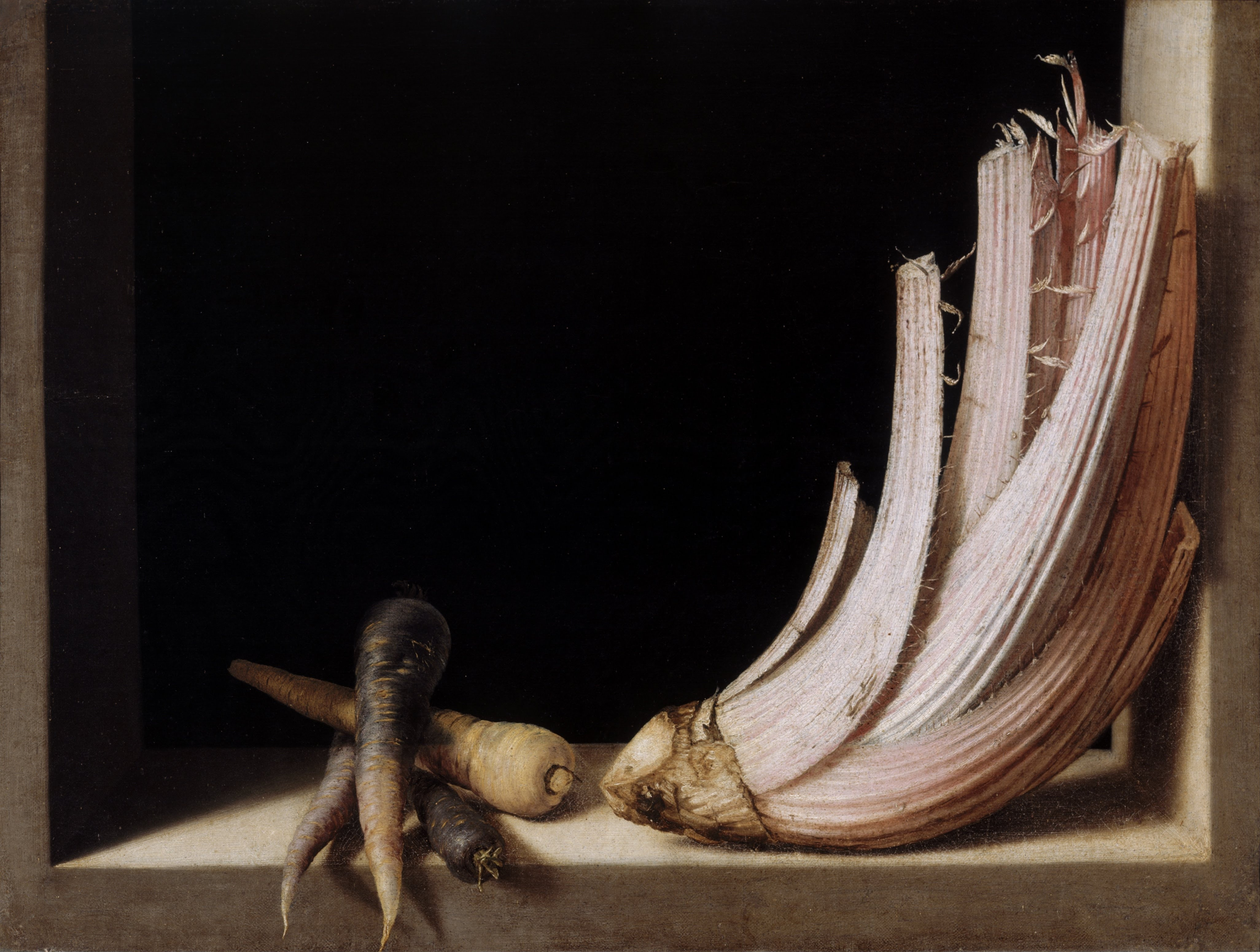
Zeller és sárgarépák, 1603 körül
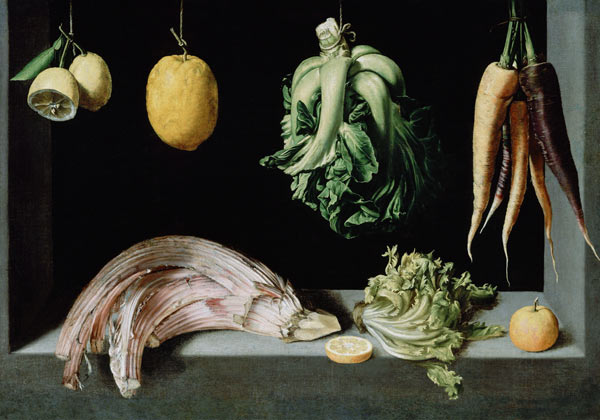
Ablak, gyümölcsök és zöldségek (1600 körül)

Vallási tárgyú képei
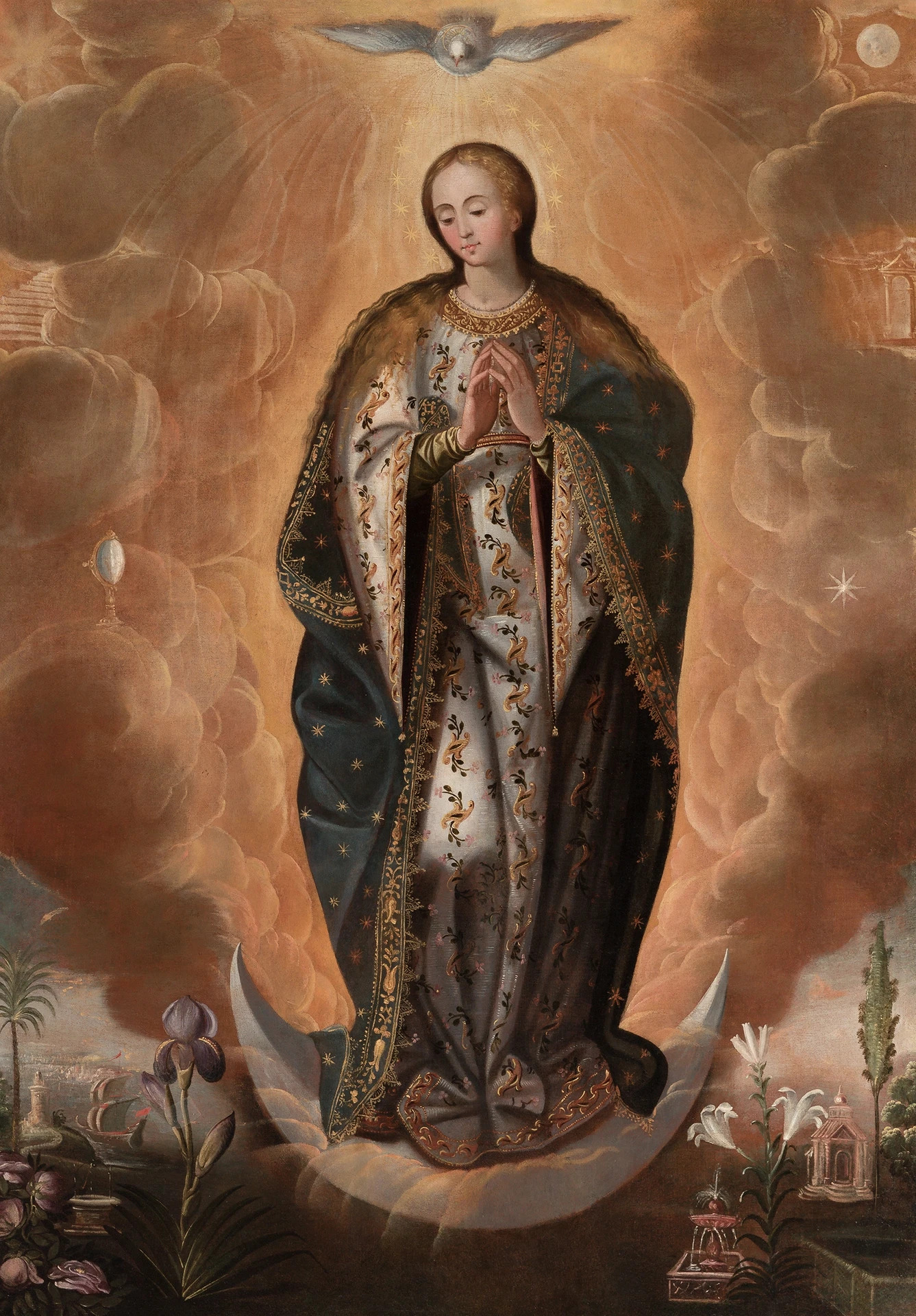
Immaculate; 1603 után, 145,5 × 104 cm, magángyűjteményben.
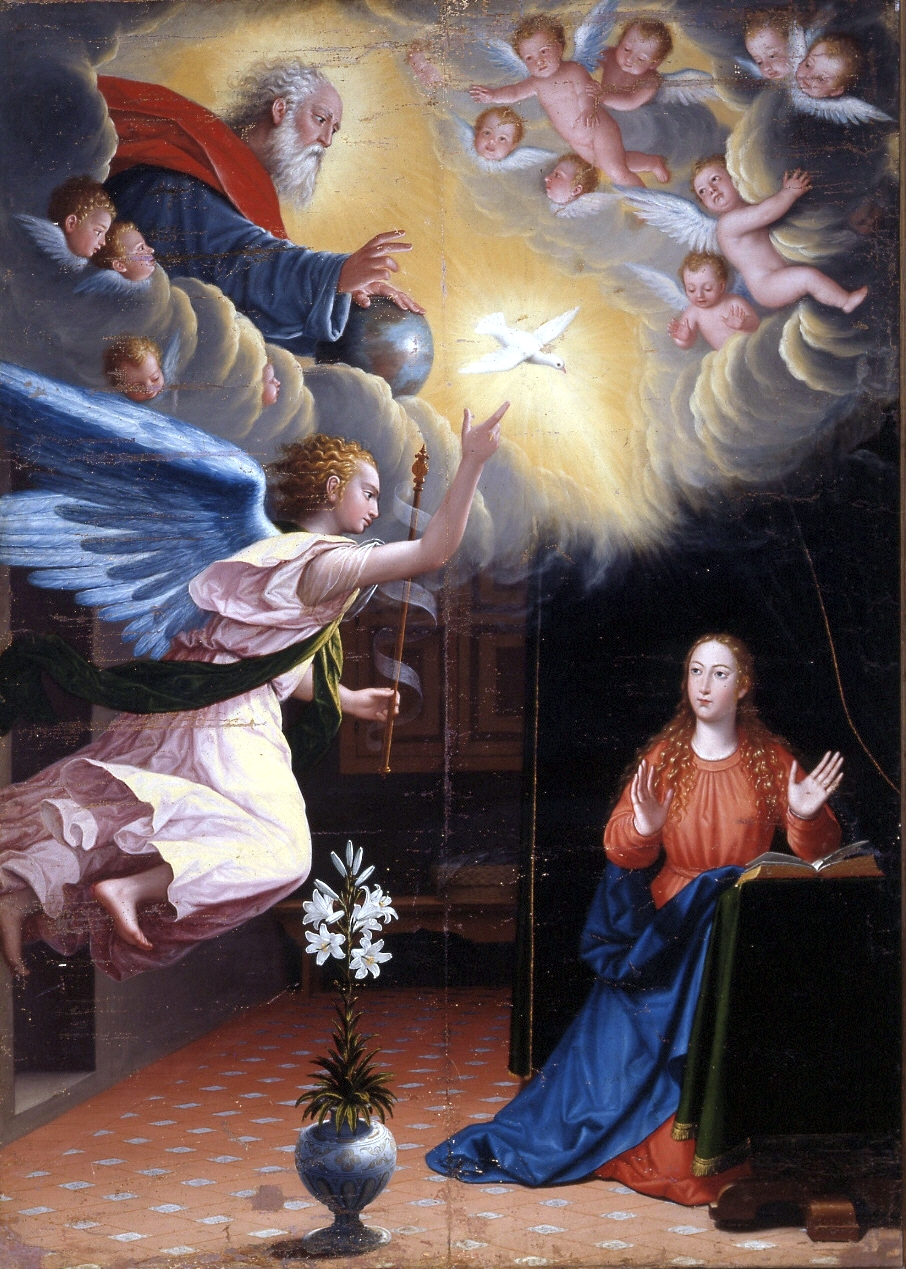
Annunciation; 1603–27, 292 × 209 cm, Museo de Bellas Artes de Granada.
- Menekülés Egyiptomba; 127 × 107 cm, 1600–27, magángyűjteményben.
- Krisztus megkeresztelése; 1600–27, Granadai kolostor.
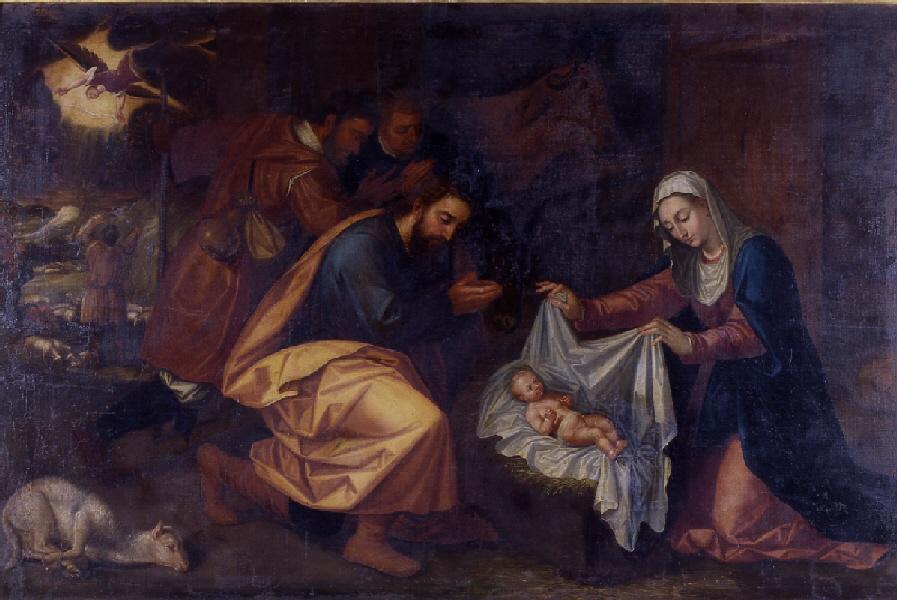
Az utolsó vacsora; 1618, 335 × 509 cm, Museo de Bellas Artes de Granada.
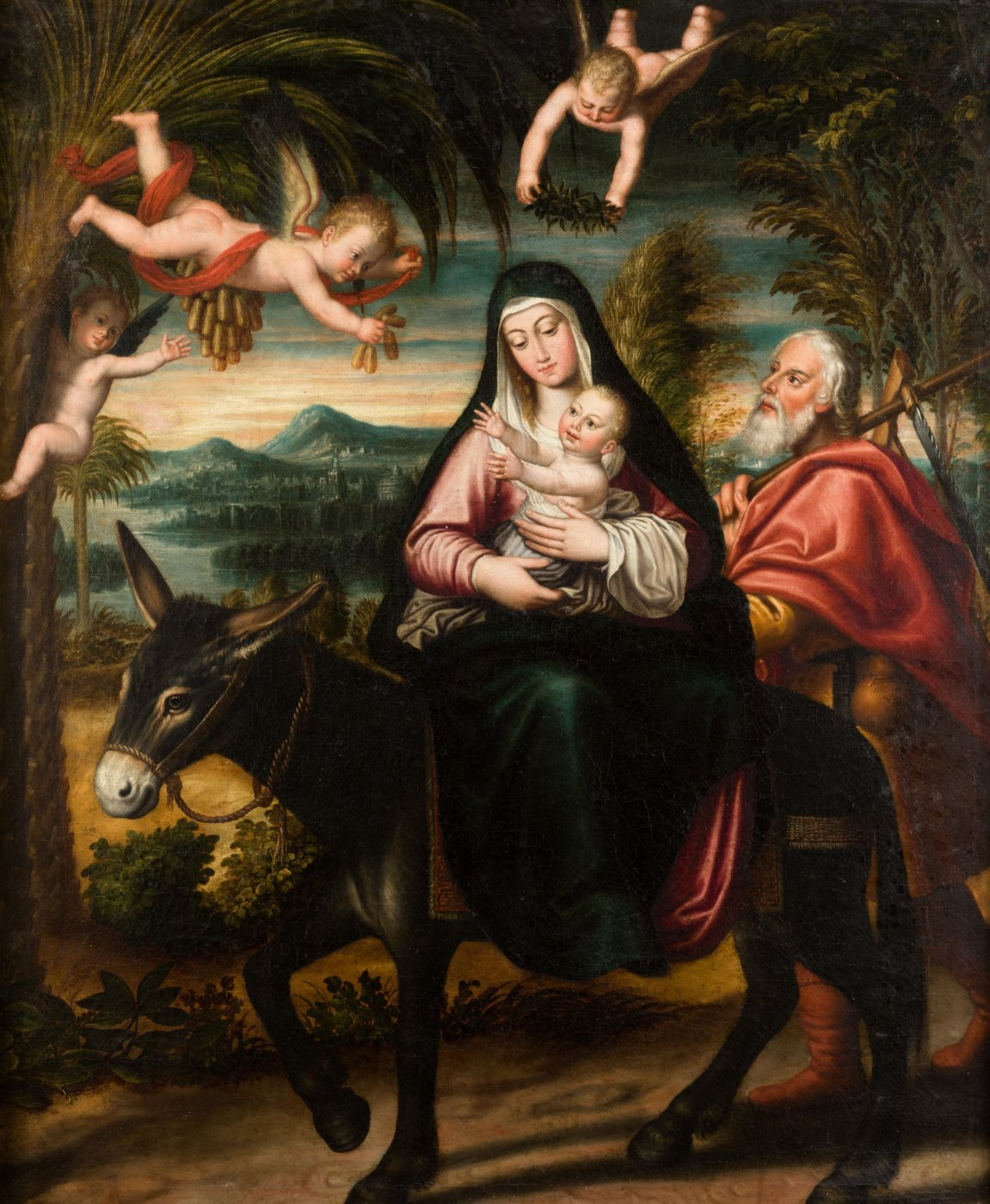
Menekülés Egyiptomba; 127 × 107 cm, 1600–27, magángyűjteményben.
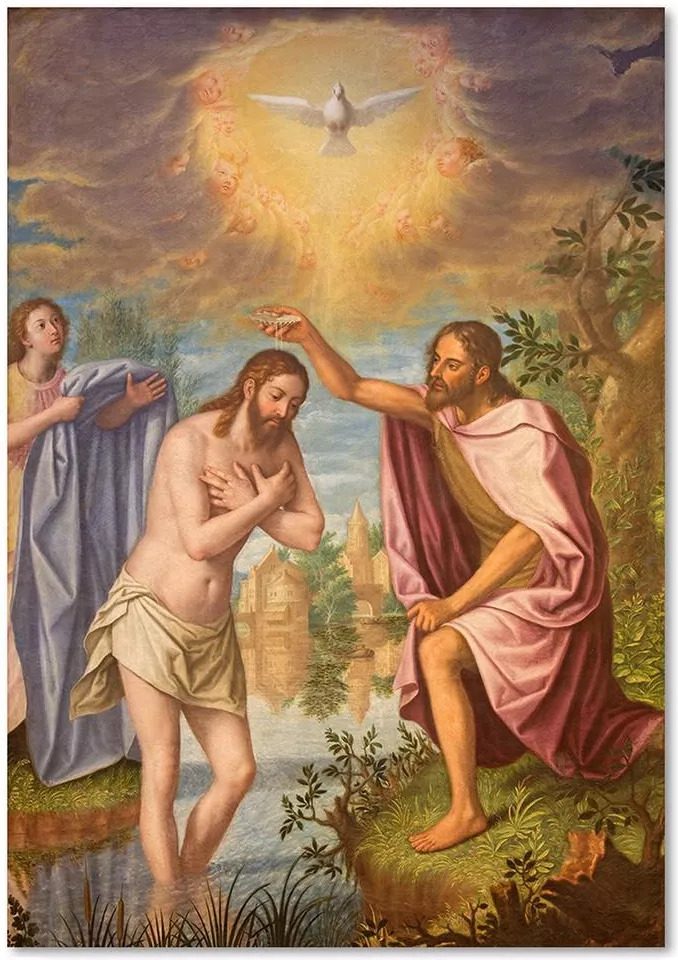
Krisztus megkeresztelése; 1600–27, Granadai kolostor.
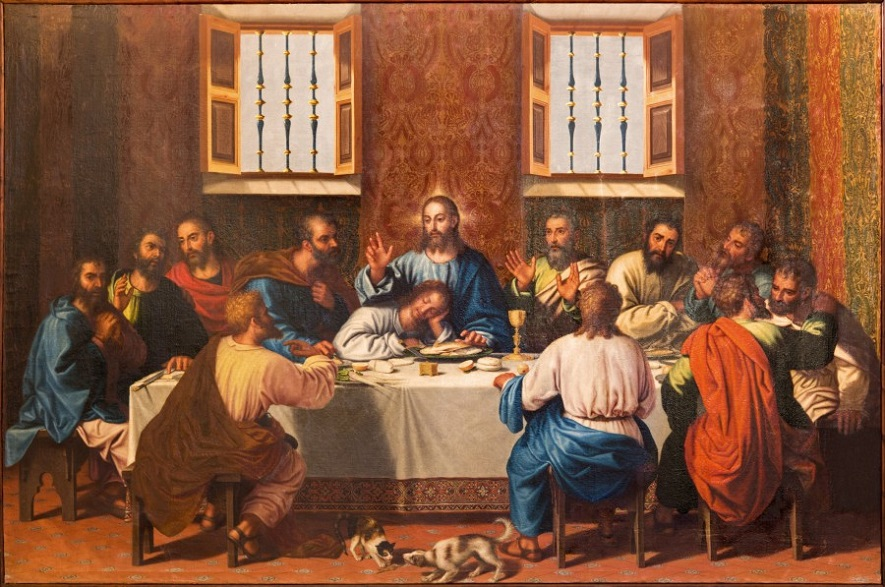
Prayer in the Garden; 1626–27, 283 × 201 cm, Museo de Bellas Artes de Granada.
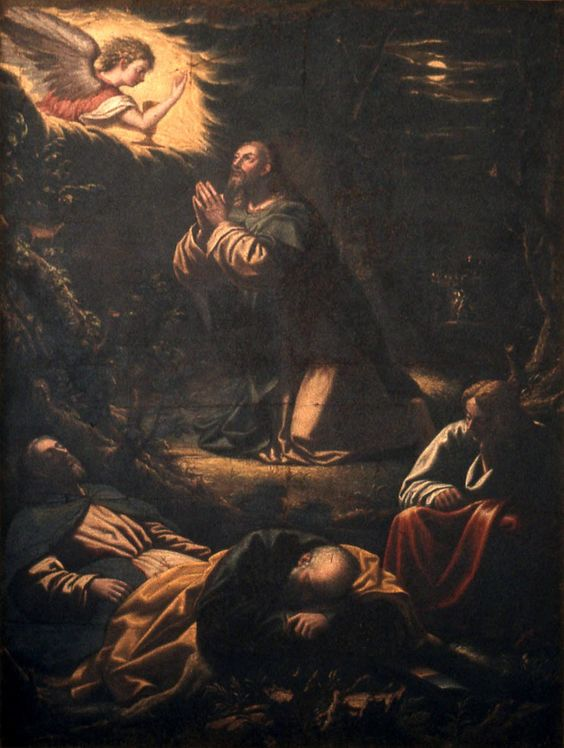
Ecce Homo; 1626–27, 278 × 200 cm, Museo de Bellas Artes de Granada.
- Krisztus keresztvitele; 1603 után, Cartuja de Granada.
- Jézus keresztre feszítése; 1603 után, Cartuja de Granada.
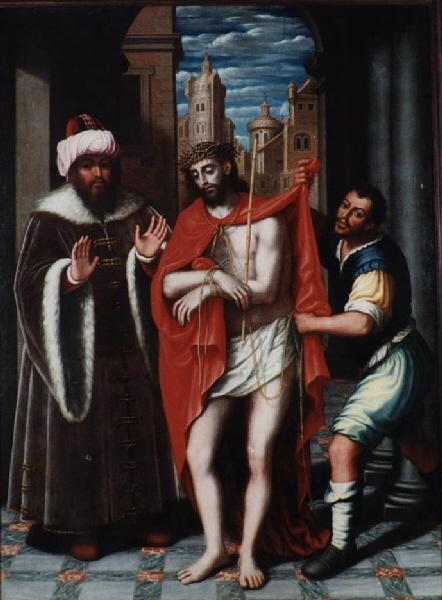
Virgin of Sorrows; 1626–27, 279 × 199 cm, Museo de Bellas Artes de Granada.
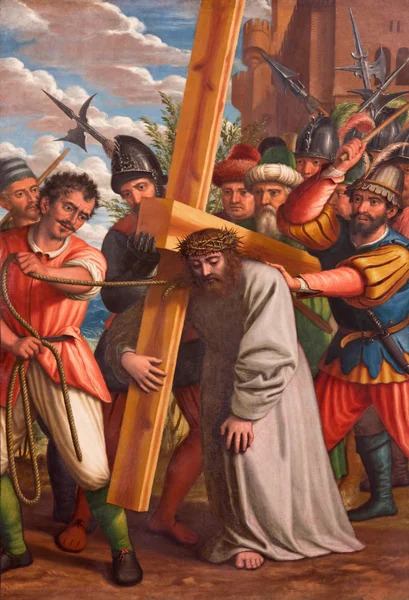
Krisztus keresztvitele; 1603 után, Cartuja de Granada.
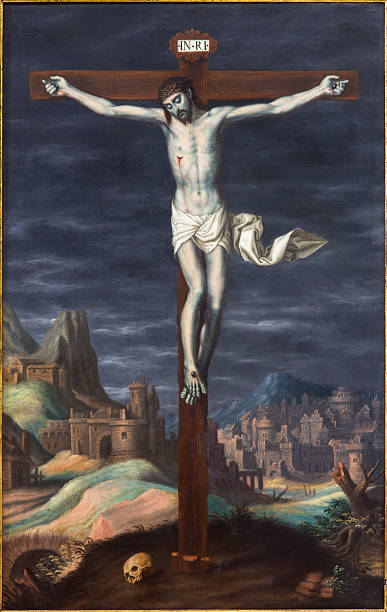
Jézus keresztre feszítése; 1603 után, Cartuja de Granada.
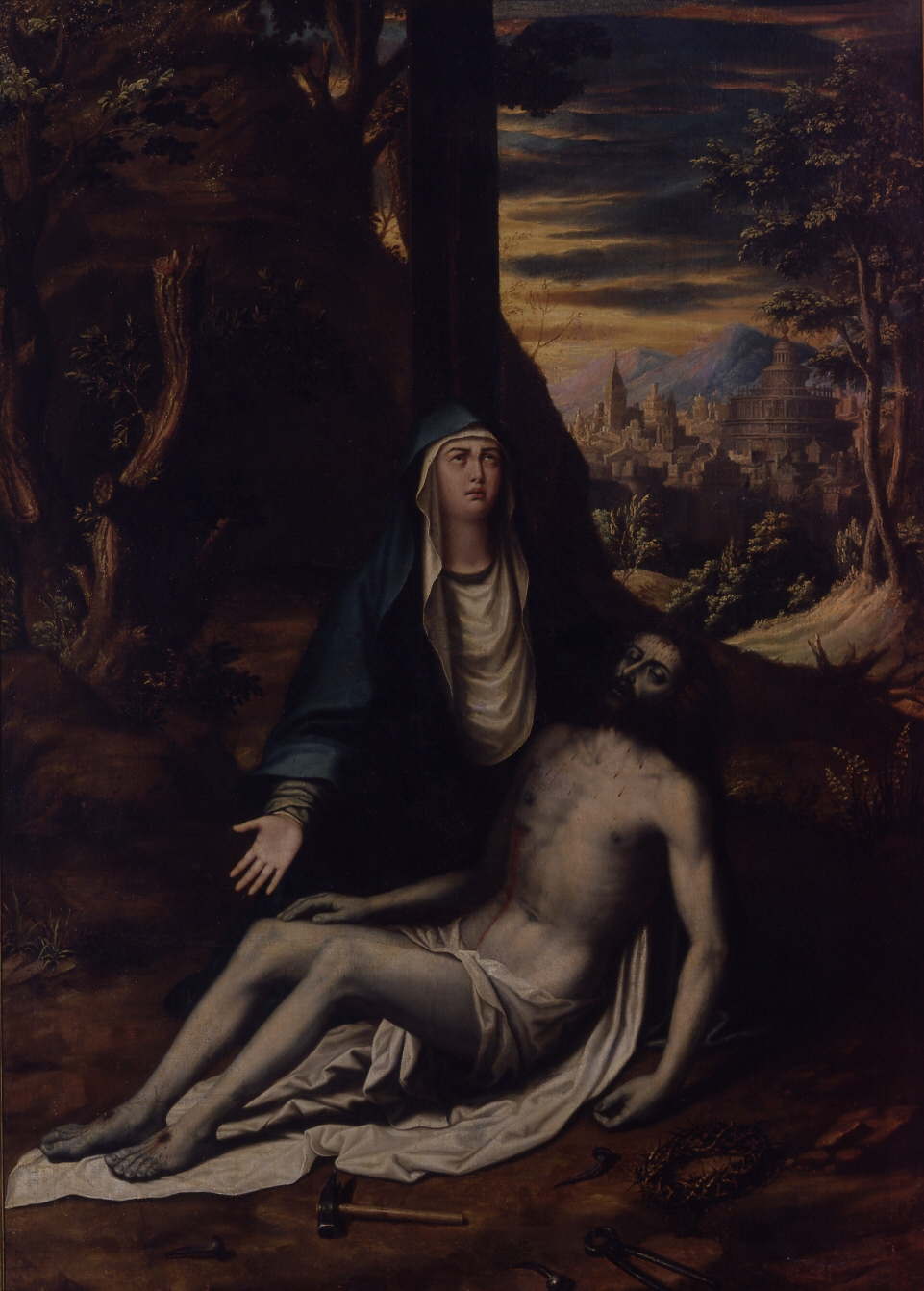
Jézus feltámadása; 1618–27, 253 × 152 cm, Museo de Bellas Artes de Granada.
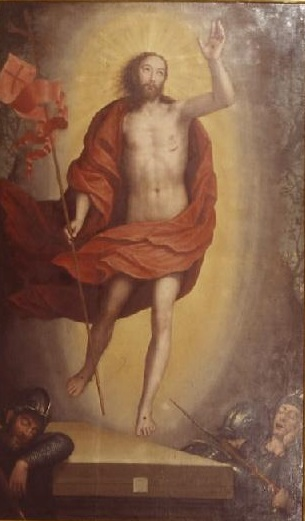
Mária mennybemenetele; 1603–27, 256 × 183 cm, Museo de Bellas Artes de Granada.
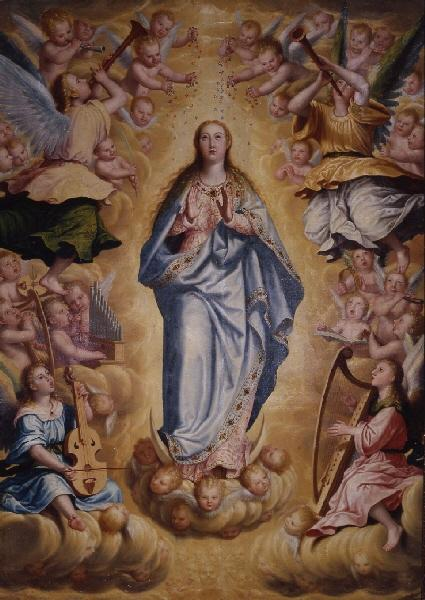
A Szűz megkoronázása; 1603–27, 256 × 198 cm, Museo de Bellas Artes de Granada.
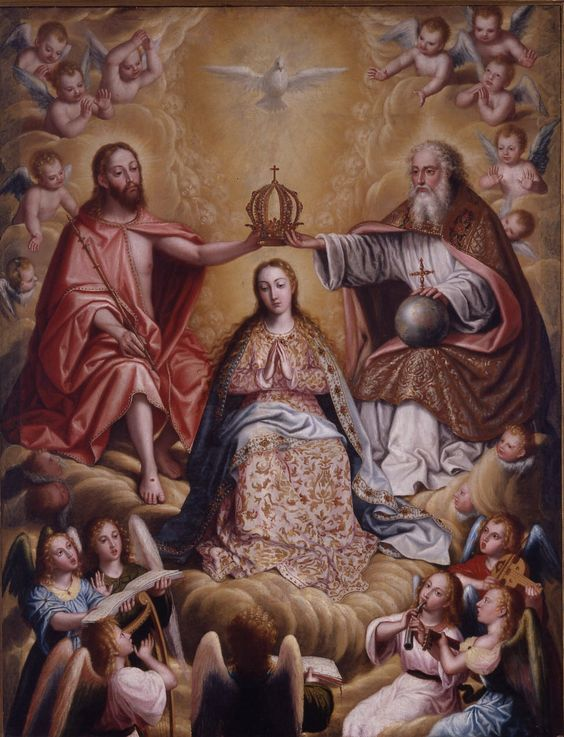
A Szűz megkoronázása; 1603–27, 256 × 198 cm, Museo de Bellas Artes de Granada.

## Fordítás
Ez a szócikk részben vagy egészben  a   Juan Sánchez Cotán című angol Wikipédia-szócikk fordításán alapul.  Az eredeti cikk szerkesztőit annak laptörténete sorolja fel. Ez a jelzés csupán a megfogalmazás eredetét és a szerzői jogokat jelzi, nem szolgál a cikkben szereplő információk forrásmegjelöléseként.

## Kapcsolódó szócikk
- Karthauzi Szent Brúnó